# Liste des personnes exécutées aux États-Unis en 2022
En 2022, dix-huit personnes ont été exécutées aux États-Unis. Tous sont des hommes reconnus coupables d'un ou plusieurs meurtres au premier ou second degré, outre d'éventuels autres chefs d'inculpation, et tous ont été exécutés par injection létale.
| #  | Nom                      | Date de l'exécution | Sexe | États       | Méthode d'exécution | Âge à l'exécution | Crime |
| -- | ------------------------ | ------------------- | ---- | ----------- | ------------------- | ----------------- | --- |
| 1  | Donald Anthony Grant     | 27 janvier 2022     | H    | Oklahoma    | Injection létale    | 46 ans            | Meurtre de deux femmes durant le cambriolage d'un hôtel.                                                          |
| 2  | Matthew Reeves           | 27 janvier 2022     | H    | Alabama     | Injection létale    | 44 ans            | Meurtre d'un automobiliste qui l'avait pris en stop.                                                              |
| 3  | Gilbert Ray Postelle     | 17 février 2022     | H    | Oklahoma    | Injection létale    | 35 ans            | Participation au meurtre de quatre personnes lors d'une fête.                                                     |
| 4  | Carl Wayne Buntion       | 21 avril 2022       | H    | Texas       | Injection létale    | 78 ans            | Meurtre d'un policier alors que Buntion était en libération conditionnelle pour l'agression sexuelle d'un enfant. |
| 5  | Carman L.Deck            | 3 mai 2022          | H    | Missouri    | Injection létale    | 56 ans            | Meurtre d'un couple de retraités afin de les voler.                                                               |
| 6  | Clarence Wayne Dixon     | 11 mai 2022         | H    | Arizona     | Injection létale    | 66 ans            | Viol et meurtre d'une étudiante en 1978, il n'a été jugé qu'en 2008.                                              |
| 7  | Franck Jarvis Atwood     | 8 juin 2022         | H    | Arizona     | Injection létale    | 66 ans            | Meurtre d'une fillette de huit ans.                                                                               |
| 8  | Joe Nathan James Jr      | 28 juillet 2022     | H    | Alabama     | Injection létale    | 50 ans            | Meurtre de son ex-petite amie, pour l'avoir quitté.                                                               |
| 9  | Kousoul Chanthakoummane  | 17 août 2022        | H    | Texas       | Injection létale    | 41 ans            | Meurtre d'une femme lors d'un cambriolage.                                                                        |
| 10 | James Allen Condigton    | 25 août 2022        | H    | Oklahoma    | Injection létale    | 50 ans            | Meurtre au marteau d'un ami qui a refusé de lui donner de l'argent.                                               |
| 11 | John Henry Ramirez       | 5 octobre 2022      | H    | Texas       | Injection létale    | 38 ans            | Meurtre d'un homme afin de le voler.                                                                              |
| 12 | Benjamin Robert Cole Sr. | 20 octobre 2022     | H    | Oklahoma    | Injection létale    | 57 ans            | Meurtre de sa fille de neuf mois en la battant à mort.                                                            |
| 13 | Tracy Lane Beatty        | 9 novembre 2022     | H    | Texas       | Injection létale    | 61 ans            | Meurtre de sa mère en la battant à mort.                                                                          |
| 14 | Murray Hooper            | 16 novembre 2022    | H    | Arizona     | Injection létale    | 76 ans            | Meurtre d'un homme et de la belle-mère de celui-ci lors d'un cambriolage.                                         |
| 15 | Stephen Barbee           | 16 novembre 2022    | H    | Texas       | Injection létale    | 55 ans            | Meurtre de son ex-petite amie enceinte et du fils de sept ans de celle-ci.                                        |
| 16 | Richard FairChild        | 17 novembre 2022    | H    | Oklahoma    | Injection létale    | 63 ans            | Meurtre de l'enfant de trois ans de sa petite-amie en le battant à mort.                                          |
| 17 | Kevin Johnson Jr.        | 29 novembre 2022    | H    | Missouri    | Injection létale    | 37 ans            | Meurtre d'un policier.                                                                                            |
| 18 | Thomas Edwin Loden Jr.   | 14 décembre 2022    | H    | Mississippi | Injection létale    | 58 ans            | Meurtre d'une adolescente en 2000 après l'avoir violée.                                                           |